# Nakano Yuta
Nakano Yuta (中野 裕太 Nakano Yuta, sinh ngày 30 tháng 8 năm 1989) là một cầu thủ bóng đá người Nhật Bản. Anh thi đấu cho FC Kariya.

## Thống kê câu lạc bộ
| Thành tích câu lạc bộ | Thành tích câu lạc bộ | Thành tích câu lạc bộ | Giải vô địch | Giải vô địch | Cúp                   | Cúp                   | Tổng cộng | Tổng cộng |
| Mùa giải              | Câu lạc bộ            | Giải vô địch          | Số trận      | Bàn thắng    | Số trận               | Bàn thắng             | Số trận   | Bàn thắng |
| Nhật Bản              | Nhật Bản              | Nhật Bản              | Giải vô địch | Giải vô địch | Cúp Hoàng đế Nhật Bản | Cúp Hoàng đế Nhật Bản | Tổng cộng | Tổng cộng |
| --------------------- | --------------------- | --------------------- | ------------ | ------------ | --------------------- | --------------------- | --------- | --------- |
| 2008                  | Yokohama FC           | J2 League             | 3            | 0            | 0                     | 0                     | 3         | 0         |
| 2009                  | Yokohama FC           | J2 League             | 9            | 1            | 0                     | 0                     | 9         | 1         |
| 2010                  | Yokohama FC           | J2 League             | 0            | 0            | 0                     | 0                     | 0         | 0         |
| 2010                  | Fagiano Okayama       | J2 League             | 11           | 0            | 0                     | 0                     | 11        | 0         |
| 2011                  | Fagiano Okayama       | J2 League             |              |              |                       |                       |           |           |
| Quốc gia              | Nhật Bản              | Nhật Bản              | 23           | 1            | 0                     | 0                     | 23        | 1         |
| Tổng                  | Tổng                  | Tổng                  | 23           | 1            | 0                     | 0                     | 23        | 1         |